# Pseudevippa cana
Pseudevippa cana är en spindelart som beskrevs av Simon 1910. Pseudevippa cana ingår i släktet Pseudevippa och familjen vargspindlar.
Artens utbredningsområde är Namibia. Inga underarter finns listade i Catalogue of Life.